# AMD Radeon VII

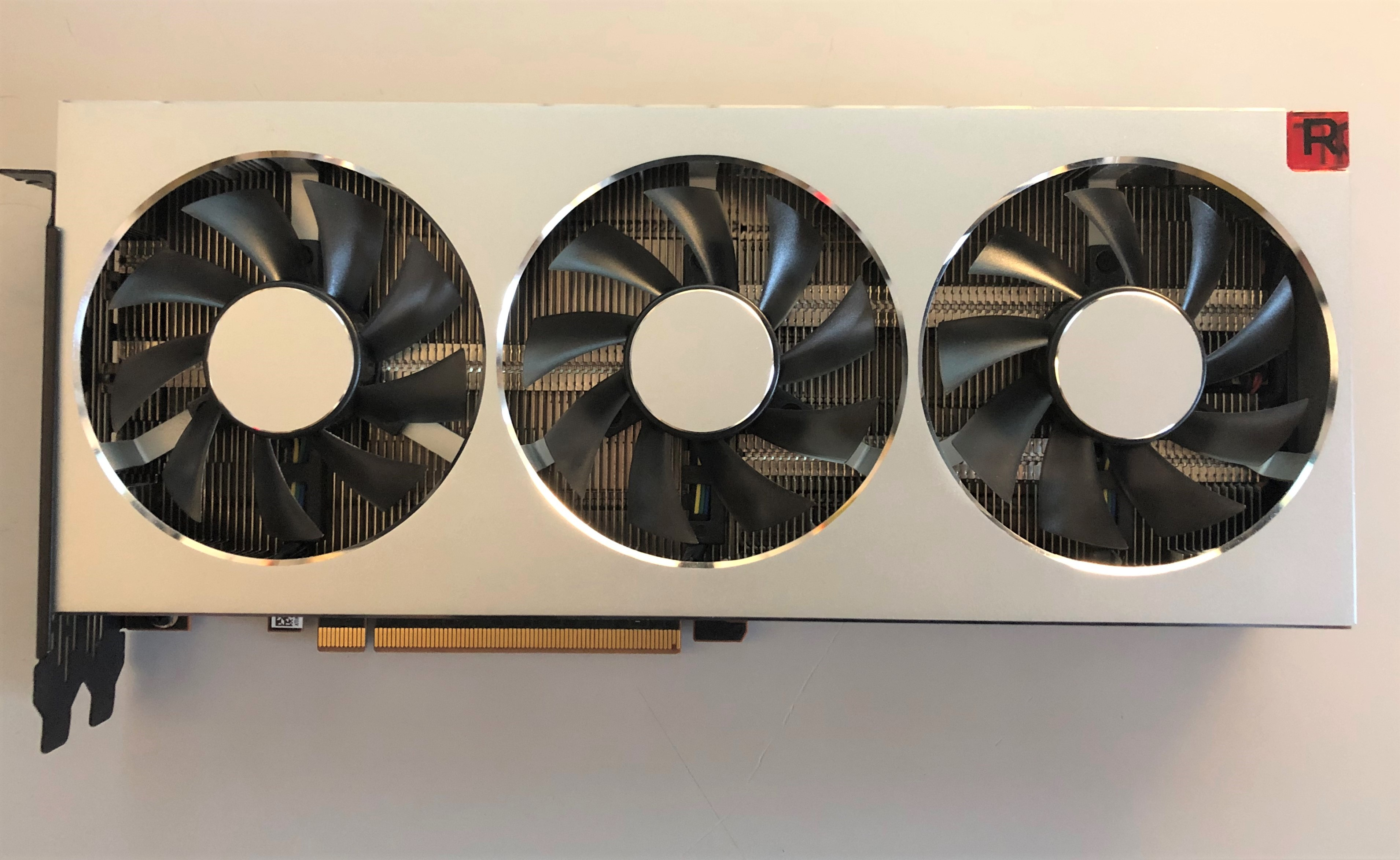
Radeon VII (Vorderseite)

Die AMD Radeon VII ist eine Grafikkarte der Firma AMD im High-End-Consumer-Bereich und die Nachfolgegeneration der AMD-Radeon-Vega-Serie.

## Beschreibung
Am 9. Januar 2019 stellte AMD die Radeon VII auf der Consumer Electronics Show in Las Vegas vor und kündigte deren Launch offiziell für den 7. Februar an. Die Grafikkarte verwendet die GCN-Architektur in der 5. Ausbaustufe, allerdings in einem neuen 7-nm-Design.
AMD veränderte im Zuge der Vorstellung auch die Namensgebung der Grafikkarte. Statt die Grafikkarte wie bisherige Modelle hinter dem Kürzel RX nach einer dreistelligen Nummer einzuordnen oder sie, wie mit der Vega-Serie eingeführt, mit einem RX Vega Präfix und der Anzahl der aktiven Shadercluster im Namen zu versehen wurde die Grafikkarte VII (römisch 7) genannt um auf die neue 7-nm-Fertigung hinzuweisen.

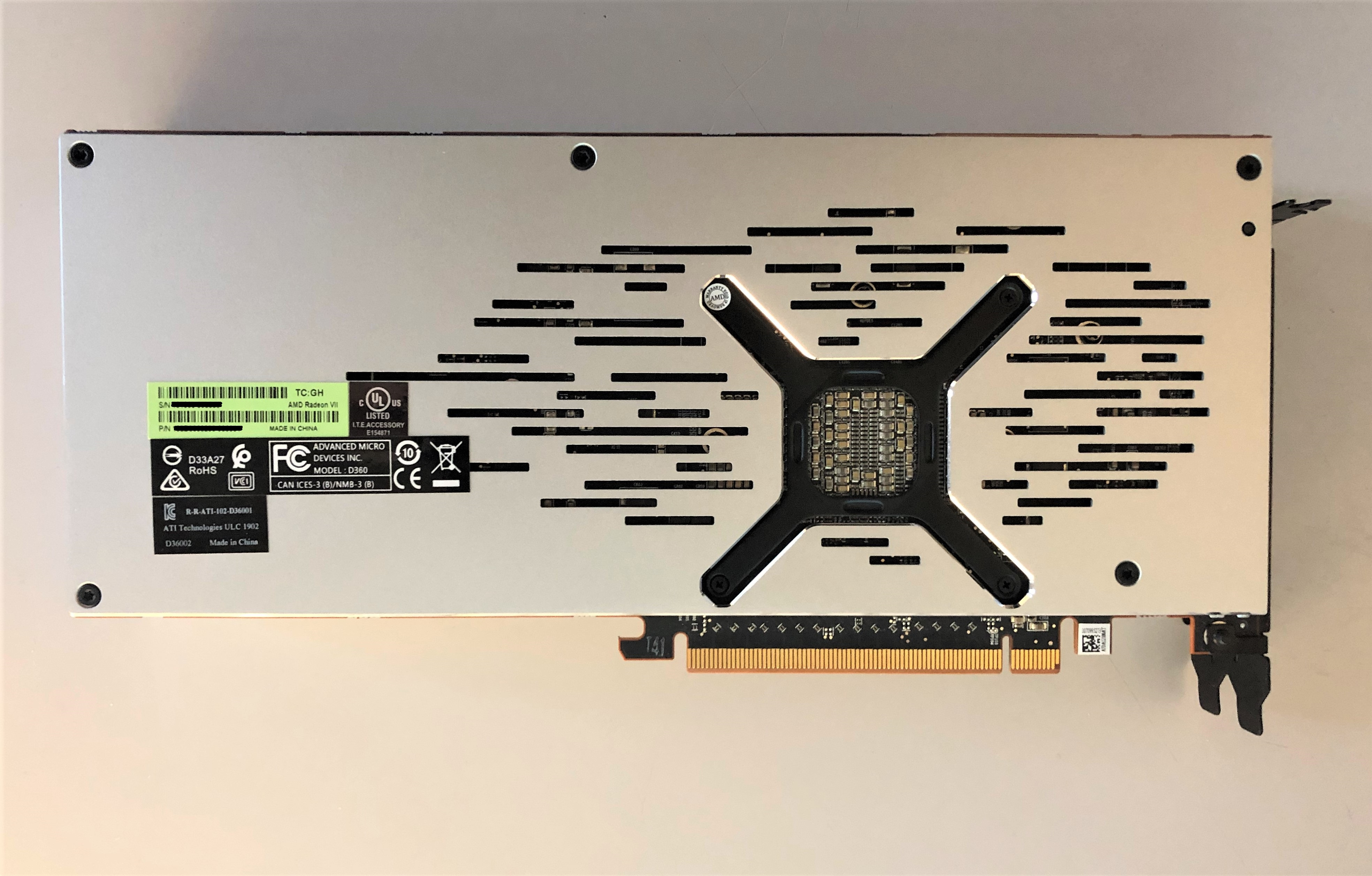
AMD Radeon VII (Rückseite)

Der in der Radeon VII verbaute Grafikprozessor ist ein auf der „Vega-Architektur“ basierender, im 7-nm-FinFET Verfahren, von TSMC gefertigter Vega-20-Chip. Aufgrund des neuen Fertigungsprozesses erreicht der Vega-20-Grafikprozessor höhere Taktraten und eine höhere Energieeffizienz gegenüber dem architekturgleichen Vega10 Grafikprozessor.
Im Vergleich zur letzten High-End-Generation hat sich neben der Fertigung auch der 8 GB HBM2-Speicher auf 16 GB erhöht, die VII verwendet dabei vier HBM2-Stacks mit einer Anbindung von 4.096 Bit was bei einer Speichertaktfrequenz von 1.000 MHz eine  Speicherbandbreite von einem Terabyte pro Sekunde ergibt, das ist mehr als die doppelte Bandbreite der RX Vega 64. Damit gleicht die Grafikkarte der für den professionellen Bereich entworfenen Radeon Instinct MI50, die ebenfalls auf 16 GB HBM2-Speicher zurückgreifen kann.
Es ist die weltweit erste 7-nm-Grafikkarte für Endkunden und soll sowohl den Markt von Content Creators (wie die Vega Frontier Edition) als auch von PC-Spielern bedienen.
Ende August 2019 wurde bekannt, dass AMD die Produktion der Grafikkarte eingestellt hat.

## Technische Daten
| Modell     | Offizielle Vorstellung | Grafikprozessor (GPU) | Grafikprozessor (GPU) | Grafikprozessor (GPU) | Grafikprozessor (GPU) | Grafikprozessor (GPU) | Grafikprozessor (GPU) | Grafikprozessor (GPU) | Grafikspeicher | Grafikspeicher | Leistungsdaten             | Leistungsdaten             | Leistungsdaten | Leistungsdaten | Leistungsdaten       | Leistungsaufnahme | Leistungsaufnahme | Leistungsaufnahme |
| Modell     | Offizielle Vorstellung | Typ                   | Aktive Einheiten      | Aktive Einheiten      | Aktive Einheiten      | Aktive Einheiten      | Chiptakt (MHz)        | Größe                 | Takt (MHz)     | Interface      | Rechenleistung (in GFlops) | Rechenleistung (in GFlops) | Füllrate       | Füllrate       | Speicher- bandbreite | TBP               | Messwerte         | Messwerte         |
| Modell     | Offizielle Vorstellung | Typ                   | ROPs                  | Shader- Cluster       | ALUs                  | Textur- einheiten     | Standard (Boost)      | Größe                 | Takt (MHz)     | Interface      | SP (MAD)                   | DP (FMA)                   | Pixel (GP/s)   | Texel (GT/s)   | Speicher- bandbreite | TBP               | Idle              | 3D- Last          |
| ---------- | ---------------------- | --------------------- | --------------------- | --------------------- | --------------------- | --------------------- | --------------------- | --------------------- | -------------- | -------------- | -------------------------- | -------------------------- | -------------- | -------------- | -------------------- | ----------------- | ----------------- | ----------------- |
| Radeon VII | 9. Januar 2019         | Vega 20               | 64                    | 60                    | 3840                  | 240                   | (1800)                | 016 GB HBM2           | 1000           | 4096 Bit       | 13800                      | 3460                       | 115,26         | 432,24         | 1000 GB/s            | 300 W             | 12,2 W            | 288,8 W           |

1. ↑  Mit dem angegebenen Zeitpunkt ist der Termin der öffentlichen Vorstellung angegeben, nicht der Termin der Verfügbarkeit der Modelle.
2. ↑  Die angegebenen Leistungswerte für die Rechenleistung über die Streamprozessoren, die Pixel- und Texelfüllrate, sowie die Speicherbandbreite sind theoretische Maximalwerte (bei Boosttakt), die nicht direkt mit den Leistungswerten anderer Architekturen vergleichbar sind. Die Gesamtleistung einer Grafikkarte hängt unter anderem davon ab, wie gut die vorhandenen Ressourcen ausgenutzt bzw. ausgelastet werden können. Außerdem gibt es noch andere, hier nicht aufgeführte Faktoren, die die Leistungsfähigkeit beeinflussen.
3. 1 2  Bei den angegebenen Taktraten handelt es sich um die von AMD empfohlenen bzw. festgelegten Referenzdaten, beim Speichertakt wird der I/O-Takt (in Klammern der effektive Takt) angegeben. Allerdings kann der genaue Takt durch verschiedene Taktgeber um einige Megahertz abweichen, des Weiteren liegt die finale Festlegung der Taktraten in den Händen der jeweiligen Grafikkarten-Hersteller. Daher ist es durchaus möglich, dass es Grafikkarten-Modelle gibt oder geben wird, die abweichende Taktraten besitzen.
4. ↑  TBP / TDP-Werte stellen nicht die maximale Leistungsaufnahme dar.
5. ↑  Die in der Tabelle aufgeführten Messwerte beziehen sich auf die reine Leistungsaufnahme von Grafikkarten, die dem AMD-Referenzdesign entsprechen. Um diese Werte zu messen, bedarf es einer speziellen Messvorrichtung; je nach eingesetzter Messtechnik und gegebenen Messbedingungen, inklusive des genutzten Programms, mit dem die 3D-Last erzeugt wird, können die Werte zwischen unterschiedlichen Apparaturen schwanken. Daher sind hier Messwertbereiche angegeben, die jeweils die niedrigsten, typischen und höchsten gemessenen Werte aus verschiedenen Quellen darstellen.